# Eupithecia vancouverensis
Eupithecia vancouverensis är en fjärilsart som beskrevs av Richard F. Pearsall 1910. Eupithecia vancouverensis ingår i släktet Eupithecia och familjen mätare. Inga underarter finns listade i Catalogue of Life.